# Передельники
Передельники — деревня в Ельнинском районе Смоленской области России. Входит в состав Леонидовского сельского поселения. Малая родина Героя Советского Союза В. А. Колонова. Население — 7 жителей 2007.

## География
Расположена в юго-восточной части области в 14 км к югу от города Ельня, у автодороги Р137 Сафоново — Рославль.

## История
В годы Великой Отечественной войны деревня была местом ожесточённых боёв и дважды была оккупирована гитлеровскими войсками. 1-й раз в июле 1941 года (освобождена в ходе Ельнинской операции), 2-й раз в октябре 1941 года (освобождена в ходе Ельнинско-Дорогобужской операции в 1943 году). Была освобождена 68-й армией.
До 2017 года входила в состав Новоспасского сельского поселения. Законом Смоленской области от 25 мая 2017 года в Леонидовское сельское поселение 5 июня 2017 года были включены все населённые пункты упразднённых трёх сельских поселений: Малышевского, Мутищенского и Новоспасского.

## Население
| 2002 |
| ---- |
| 6    |

## Известные люди
- 7 марта 1913 года в деревне родился Герой Советского Союза, старший лейтенант, командир взвода пешей разведки 520-го стрелкового полка 167-й стрелковой дивизии 38-й армии 1-го Украинского фронта Колонов В. А.[7].
- 19 сентября 1921 года в деревне родилась Мария Зиновьевна Андреева (девичья фамилия Суденкова; 1921—2008) — советский и российский врач, партизанка Великой Отечественной войны[8].

## Инфраструктура
Личное подсобное хозяйство.

## Транспорт
Деревня доступна автотранспортом.  